# Kulu
Kulu es una ciudad de Turquía y un distrito de la provincia de Konya. Esta aproximadamente a unos 110 km de Ankara y tiene 28.024 habitantes, todo el distrito tiene 72.279 habitantes (según el censo del año 2000), se encuentra a casi 1000 metros de altitud. Es una de las ciudades de mayor desarrollo en Turquía, debido a los fuertes lazos económicos con la comunidad Europea.